# Liste der Baudenkmäler in Gargazon
Die Liste der Baudenkmäler in Gargazon (italienisch Gargazzone) enthält die drei als Baudenkmäler ausgewiesenen Objekte auf dem Gebiet der Gemeinde Gargazon in Südtirol.
Basis ist das im Internet einsehbare offizielle Verzeichnis der Baudenkmäler in Südtirol. Dabei kann es sich beispielsweise um Sakralbauten, Wohnhäuser, Bauernhöfe und Adelsansitze handeln. Die Reihenfolge in dieser Liste orientiert sich an der Bezeichnung, alternativ ist sie auch nach der Adresse oder dem Datum der Unterschutzstellung sortierbar.

## Liste
| Foto |                 | Bezeichnung                                                     | Standort                     | Eintragung                  | Beschreibung                                                | Metadaten                    |
| ---- | --------------- | --------------------------------------------------------------- | ---------------------------- | --------------------------- | ----------------------------------------------------------- | ---------------------------- |
| ja   | Datei hochladen | Alte Pfarrkirche St. Johannes der Täufer mit Friedhof ID: 14896 | 46° 35′ 4″ N, 11° 12′ 7″ O   | 6. Juli 1979 (BLR-LAB 3956) | 1337 erstmals erwähnte Kirche, im 17. Jahrhundert umgebaut  | KG: Gargazon Bauparzelle: 25 |
| ja   | Datei hochladen | Neue Pfarrkirche ID: 50059                                      | 46° 35′ 6″ N, 11° 12′ 10″ O  | 6. Juli 1979 (BLR-LAB 3956) | von 1899 bis 1902 in historisierenden Formen erbaute Kirche | KG: Gargazon Bauparzelle: 61 |
| ja   | Datei hochladen | Kröllturm ID: 14897                                             | 46° 35′ 14″ N, 11° 12′ 30″ O | 6. Juli 1979 (BLR-LAB 3956) | Turmruine aus dem 13. Jahrhundert                           | KG: Gargazon Bauparzelle: 39 |

Falls bei einem Baudenkmal keine Koordinaten bekannt sind, werden ersatzweise die Katasterdaten zum Zeitpunkt der Unterschutzstellung angegeben. Diese sind weder offiziell noch zwingend aktuell.
Die vom Landesdenkmalamt übernommenen Adressen können veraltet sein.
| Foto:   | Fotografie des Denkmals. Klicken des Fotos erzeugt eine vergrößerte Ansicht. Daneben finden sich zwei Symbole: |
| ID      | Identifikator beim Südtiroler Landesdenkmalamt                                                                 |
| KG      | Katastralgemeinde                                                                                              |
| MD      | Ministerialdekret                                                                                              |
| BLR-LAB | Beschluss der Landesregierung – Landesausschussbeschluss                                                       |